# Ecuația lui Pauli
În mecanica cuantică, ecuația lui Pauli, sau ecuația Schrödinger-Pauli, este reformularea ecuației lui Schrödinger pentru electron, cu luarea în considerare a faptului că acesta are spin ½. Formularea aparține lui Wolfgang Pauli (1927); ea reprezintă limita nerelativistă a ecuației lui Dirac (1928).